# José Eliseo Fleitas
José Eliseo Fleitas Villalba (Bella Vista Norte, Paraguay, 7 de noviembre de 1986) es un jugador paraguayo que juega de defensor. Actualmente juega en el Atlético Vega Real de la Liga Dominicana de Fútbol. Pese a ser paraguayo, inició su carrera futbolística en Argentina, donde militó en equipos del ascenso de ese país.
En el 2017 se consagró campeón de la Primera División de República Dominicana con el Atlántico FC.

## Clubes
| Club                     | País                 | Año           |
| ------------------------ | -------------------- | ------------- |
| Cruz del Sur (Bariloche) | Argentina            | 2007-2009     |
| Deportivo Roca           | Argentina            | 2010-2012     |
| Textil Mandiyú           | Argentina            | 2012          |
| Naval de Talcahuano      | Chile                | 2013-2014     |
| Racing Club (Trelew)     | Argentina            | 2015-2016     |
| Atlántico FC             | República Dominicana | 2017          |
| Club Aurora              | Bolivia              | 2018-2019     |
| Atlético Vega Real       | República Dominicana | 2021-presente |